# Jian Zui
Jian Zui ist eine kleine Halbinsel an der Ingrid-Christensen-Küste des ostantarktischen Prinzessin-Elisabeth-Lands. Sie bildet einen südlichen Ausläufer der Halbinsel Feicui Bandao in den Larsemann Hills
Chinesische Wissenschaftler benannten sie im Jahr 1990 im Zuge von Vermessungs- und Kartierungsarbeiten.